# Julie Cailleretz
Julie Cailleretz, née le 25 juin 1996 à Arras, est une céiste française pratiquant la course en ligne, plus précisément le sprint sur 200 et 500 m.

## Biographie
En 2013, pour sa première année en junior, elle obtient une médaille d’argent aux Championnats d’Europe en biplace, sur 500 m, avec Manon Follet. Elle finit également troisième en monoplace, sur 200 m. Elle conclut cette année avec une médaille de bronze aux Championnats du monde, en biplace, sur 500 m. Lors de sa première année chez les séniors, une blessure au coude l’a contraint à une année blanche. Néanmoins, l’année qui suit est marquée par une médaille d’argent aux Championnats du monde en marathon. En 2017, elle remporte une médaille d’argent en biplace, aux Championnats du monde U23, avec Eugénie Dorange.
En 2019, après quelques pépins physiques à l’épaule, elle fait son retour à la compétition. Malgré des résultats corrects (sixième aux Championnats du monde U23, en biplace, sur 200 m avec Elora Helle), elle n’est pas sélectionnée pour aller chercher la qualification aux Jeux olympiques. Néanmoins, le report des rattrapages européens lui permet de toujours rêver d’une potentielle qualification.
En novembre 2019, elle rejoint Futur Sport, association promouvant le sport et la jeunesse. Elle est également membre de l'équipe olympique du Pas-de-Calais et de la région Hauts-de-France, et possède un contrat en droit d'image avec la communauté urbaine d'Arras. 

## Palmarès

### Championnats du monde
- Médaille de bronze en C-2 sur 500 m aux Championnats du monde juniors 2013, à Welland
- Médaille d’argent aux Championnats du monde de marathon en 2016 à Brandenbourg-sur-la-Havel
- Médaille d’argent en C-2 sur 500 m aux Championnats du monde U23 en 2017 à Pitesti

### Championnats d’Europe
- Médaille d’argent en C-2 sur 500 m aux Championnats d’Europe juniors 2013 à Poznań
- Médaille de bronze en C-1 sur 200 m aux Championnats d’Europe juniors 2013 à Poznań
- 4e en C-2 sur 500 m aux Championnats d’Europe junior 2014, à Mantes-en-Yvelines
- 4e en C-2 sur 500 m aux Championnats d’Europe 2017, à Plovdiv